# Dolichoderus cuspidatus
Dolichoderus cuspidatus é uma espécie de formiga do gênero Dolichoderus.